# Georg Moller
Georg Moller  (Diepholz, 21 de enero de 1784 - Darmstadt, 13 de marzo de 1852) fue un arquitecto y urbanista que trabajó en el sur de Alemania, principalmente activo en el Gran Ducado de Hesse, en la región hoy conocida como estado de Hesse.

## Vida y antecedentes familiares
Moller nació en Diepholz, descendiente de una antigua familia de clérigos noruegos, conocidos en el siglo XVII por publicar himnos protestantes. Su padre, Levin Adolf Moller, creció en Westfalia y se convirtió en notario en Celle, y desde 1777 trabajó como abogado y procurador en Diepholz. La madre de Moller, Elisabeth von Castelmur, procedía de una antigua familia suiza de la nobleza del distrito de Alta Engadina de Suiza. Por lo tanto, Moller creció en una familia bien situada.
En 1800, después de terminar la escuela secundaria, Moller comenzó a estudiar arquitectura con Diederich Christian Ludwig Witting en Hannover. Aquí le presentaron a Friedrich Weinbrenner, a quien siguió a Karlsruhe en 1802, para continuar sus estudios en una escuela de oficios de la construcción. Durante los años 1807-1809, Moller realizó un viaje de estudios a Roma, donde obtuvo una visión crucial de los miembros de la colonia romana de artistas alemanes. Después de terminar ese viaje, se convirtió en superintendente de construcción en 1810 y fue contratado como maestro de obras de la corte del Gran Ducado de Hesse.
Entre sus principales obras en ese cargo se encuentran St. Ludwig (1822-1827), el primer edificio de la Iglesia católica en Darmstadt desde la Reforma protestante, un edificio cuyas formas se inspiraron en el Panteón de Roma, el antiguo Landestheater, la Luisenplatz y la Logia Masónica, lo que hoy es el "Moller-Haus" (1816-1818). Además, diseñó el Teatro Estatal de Maguncia (1829-1833), que causó revuelo por su fachada semicircular, y el palacio de Wiesbaden (1837-1841) de los duques de Nassau, hoy sede del Landtag de Hesse. De 1843 a 1847 Moller fue encargado por el gran duque Luis II de Hesse-Darmstadt para supervisar la restauración del Schloss Biedenkopf.
Solo dos de las principales obras de Georg Moller sobrevivieron sin daños a la Segunda Guerra Mundial: el mausoleo gran ducal en Rosenhöhe y el Ludwigsäule en Luisenplatz, ambos en Darmstadt. Los otros edificios que diseñó Moller sufrieron daños irreparables, siendo parcialmente destruidos y demolidos o reconstruidos en su mayoría de manera simplificada .
Moller también fue responsable de la reconstrucción de los castillos de Bad Homburg y Meisenheim, este último llamado Wolfgangsbau, para el landgrave de Hesse-Homburg. También trabajó para el príncipe Klemens von Metternich, rediseñando su Schloss Johannisberg. Probablemente también trabajó en Hannover, donde se dice que asesoró en la construcción del Palacio de Wangenheim.
Moller es considerado, junto con Karl Friedrich Schinkel y Leo von Klenze, uno de los arquitectos alemanes más importantes que trabajaron en los estilos del clasicismo neogriego y romántico.[cita requerida] Su extraordinaria inventiva como ingeniero y creador de valiosas composiciones espaciales es, sin duda, más impresionante en la Darmstadt Ludwigskirche y es tanto más asombroso con vistas a los límites del provincianismo de Darmstadt.
Además de su labor como arquitecto, también hay que reconocer su labor de conservación de monumentos. Fue al menos en parte responsable de preservar el Torhalle carolingio en Lorsch, que hoy forma parte del Patrimonio de la Humanidad de la UNESCO. Moller convenció en 1818 al Gran Duque de Hessen-Darmstadt para que promulgara la primera ordenanza de conservación de edificios antiguos, la primera ordenanza relativa a la protección de edificios históricos en Alemania. Su conocido libro Denkmäler der Deutschen Baukunst [Hitos en la arquitectura alemana, 1815-1851] fue avanzado para su época. También escribió Beiträge zu der Lehre von den Konstruktionen [Contribuciones al conocimiento sobre la construcción; 1833-1844].
Moller también jugó un papel importante en la finalización de la catedral de Colonia. Fue él quien descubrió la mitad del dibujo original de la fachada de 4,04 m del maestro constructor de la catedral Arnold en un ático cerca de Darmstadt, mientras que la otra mitad fue encontrada por Sulpiz Boisserée en París en 1816. La catedral incompleta se finalizó de acuerdo con esos planos.
Moller murió en Darmstadt, a los 68 años, siendo enterrado en el antiguo cementerio de Darmstadt (lugar de la tumba: I Mauer 141).
En su oficina, Moller formó a varios arquitectos de éxito y posteriormente a profesores universitarios en el área de habla alemana, como August Heinrich Andreae (Hannover), Rudolf Wiegmann (Düsseldorf) y Ferdinand Stadler (Zürich), Ernst Georg Gladbach, Wilhelm Mithoff (Hannover), Christoph Riggenbach (Basel), Hugo von Ritgen (Gießen) y Friedrich Maximilian Hessemer (Frankfurt).

## Galería

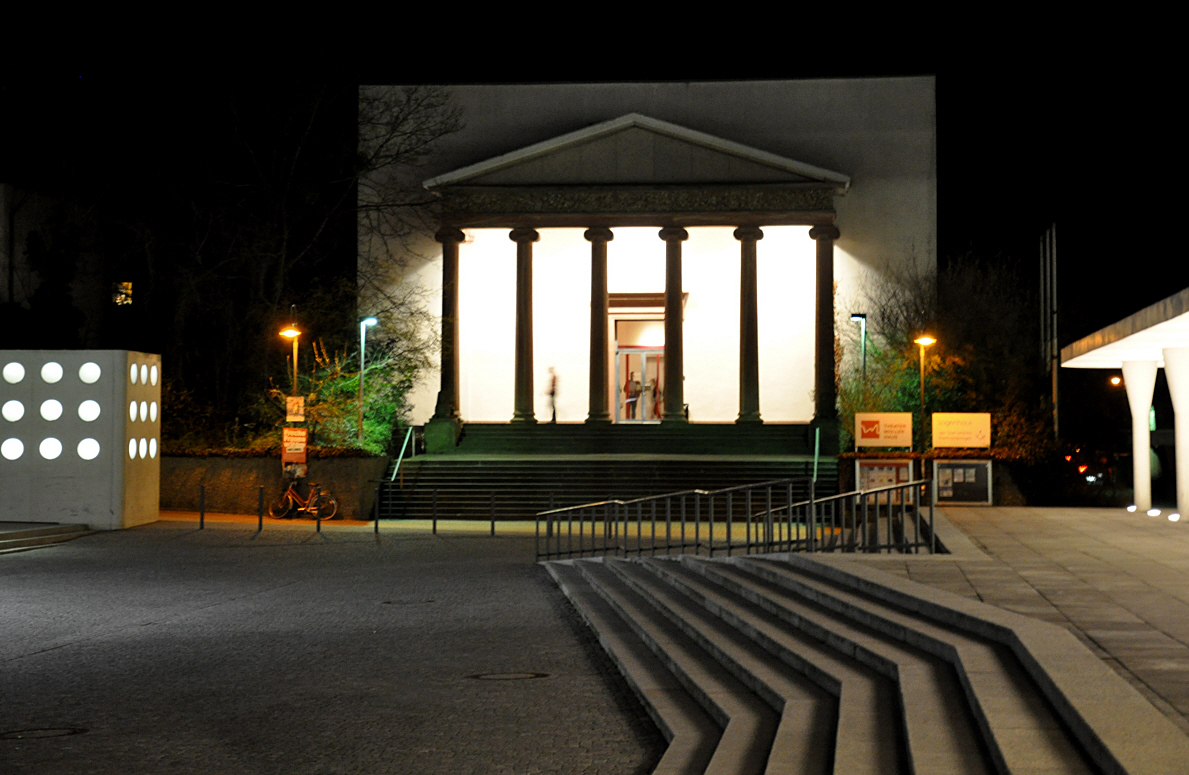
Moller-Haus en Darmstadt (1816-1818)
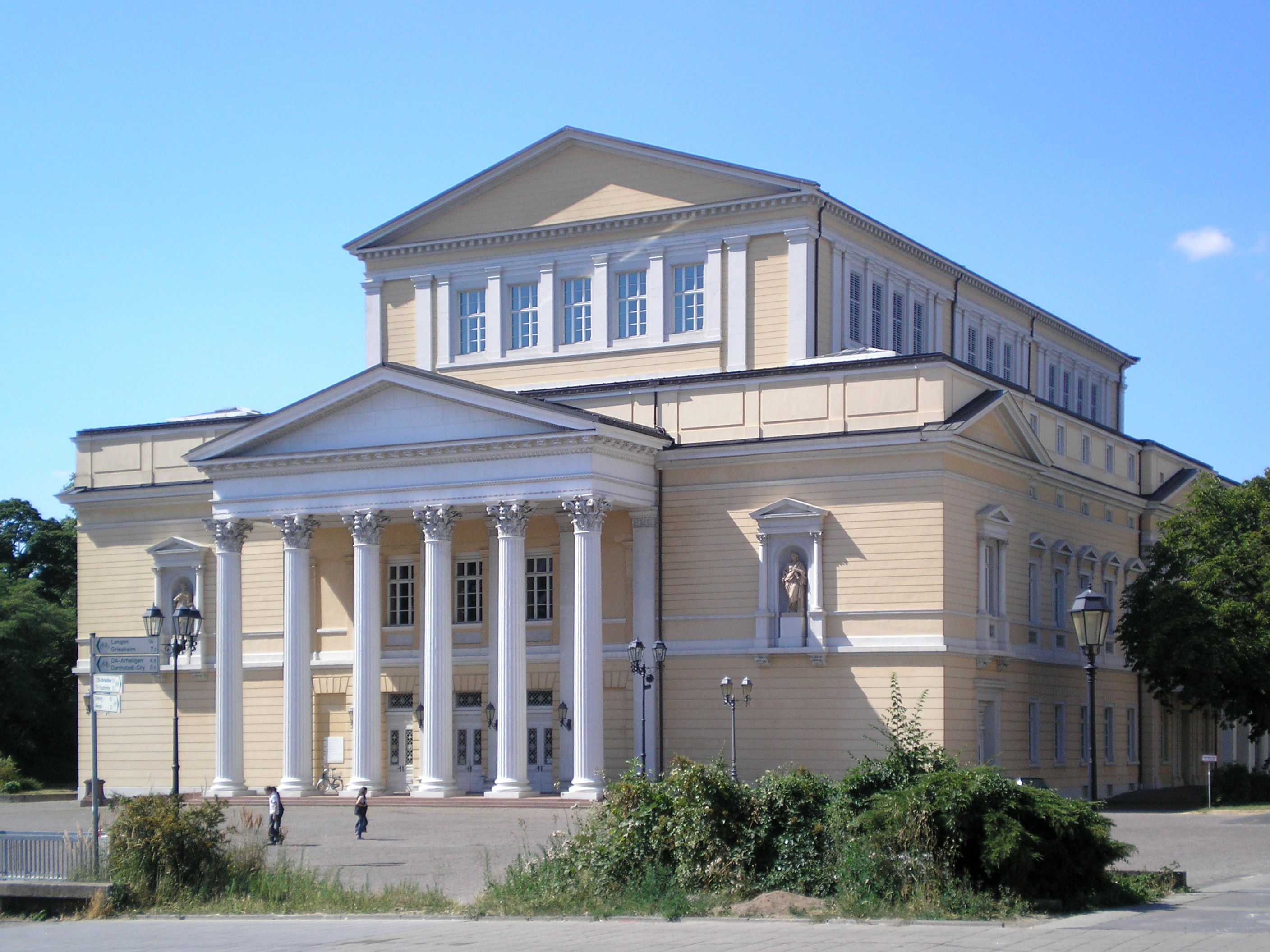
Casa de la Historia en Darmstadt (1817-1819)
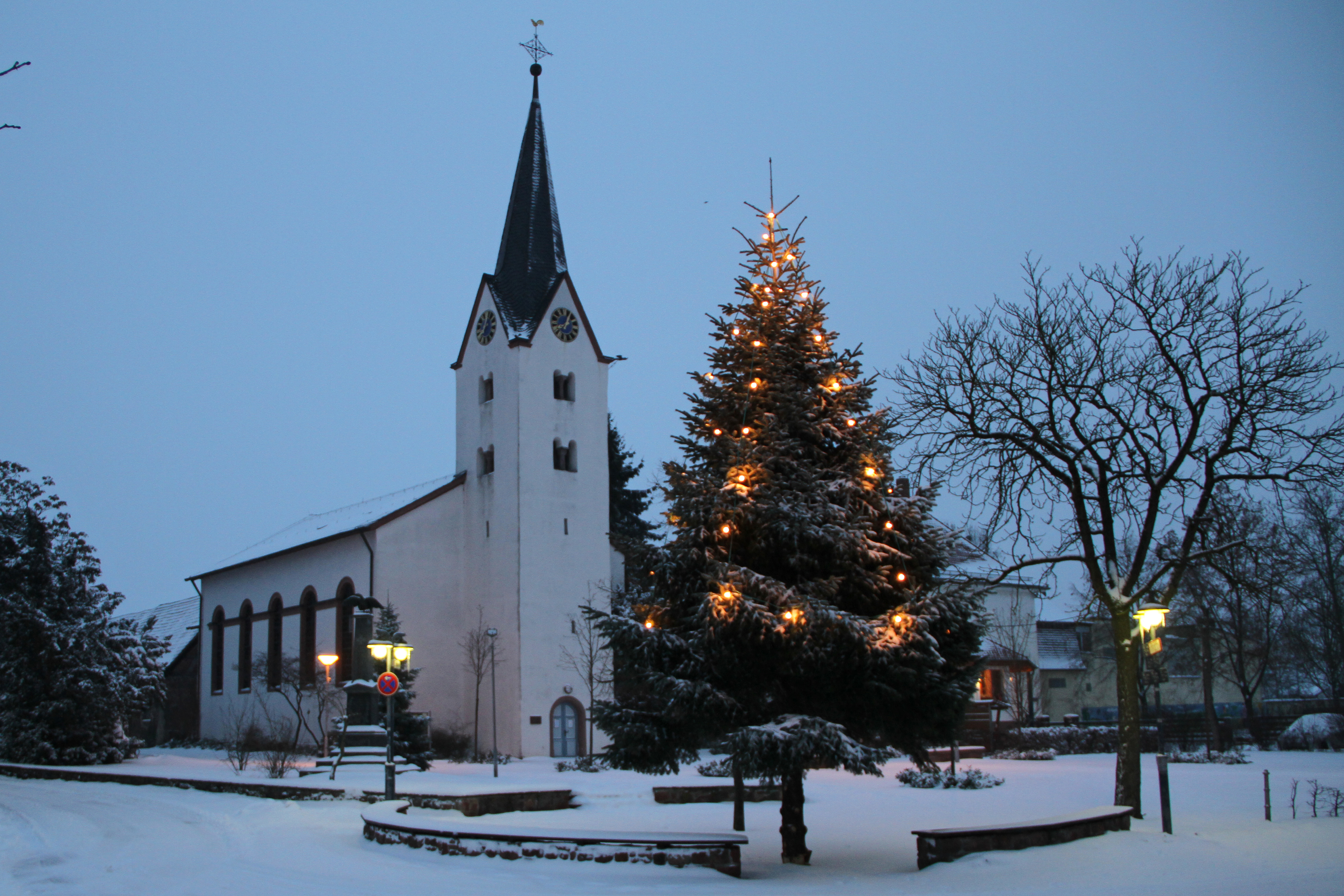
La iglesia del pueblo de  Gräfenhausen (1819)
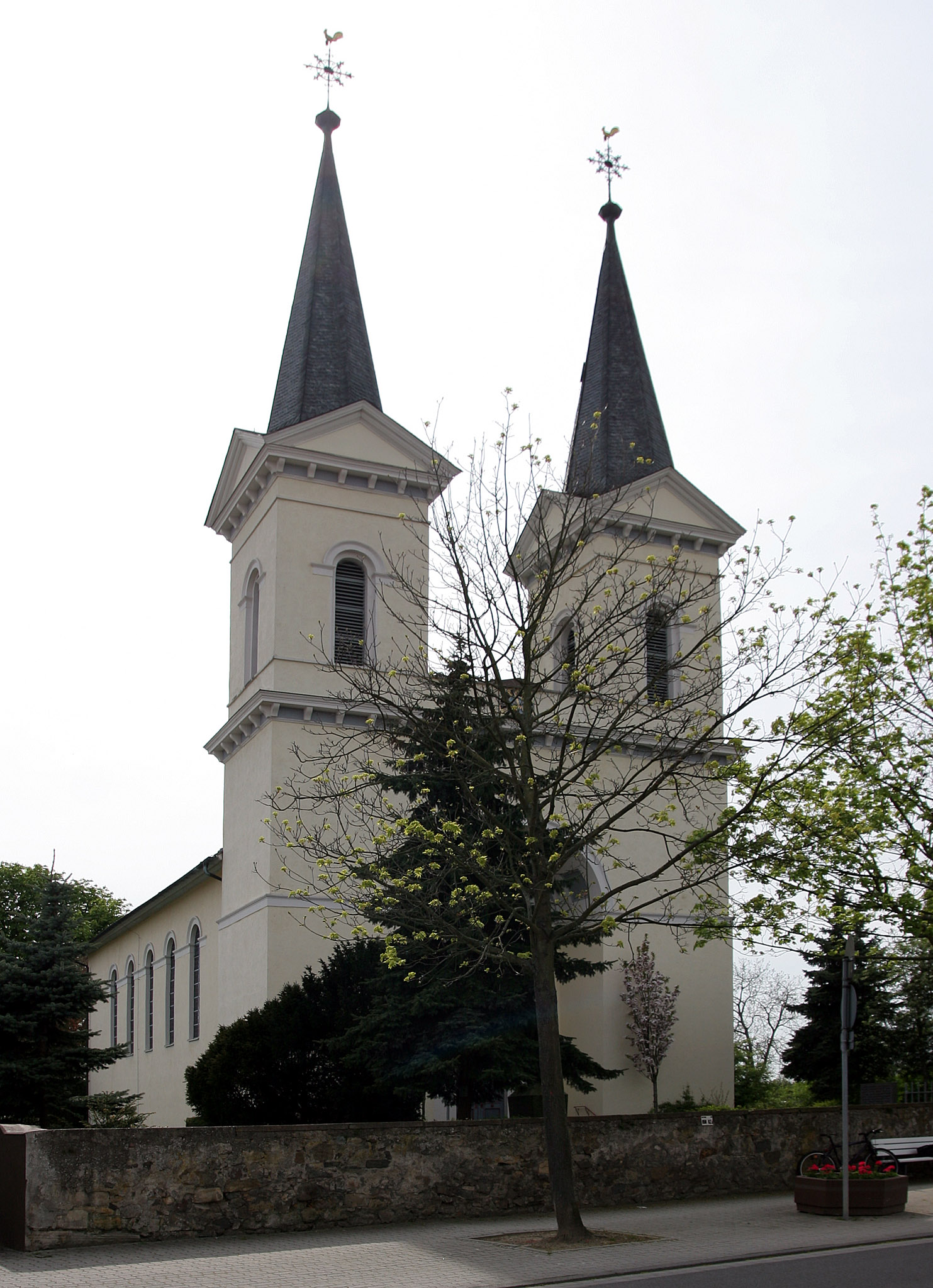
Iglesia Evangélica de Schwanheim (1821)
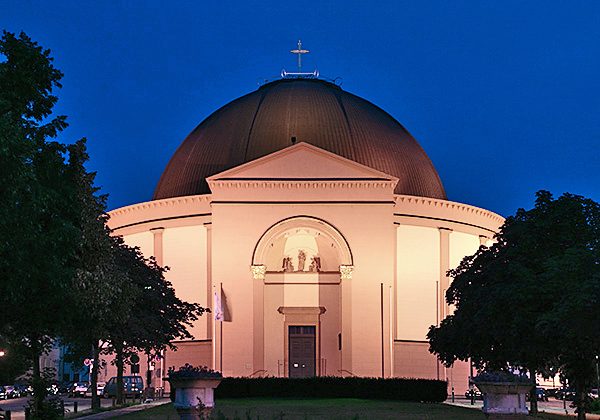
Ludwigskirche en Darmstadt (1822-1827)
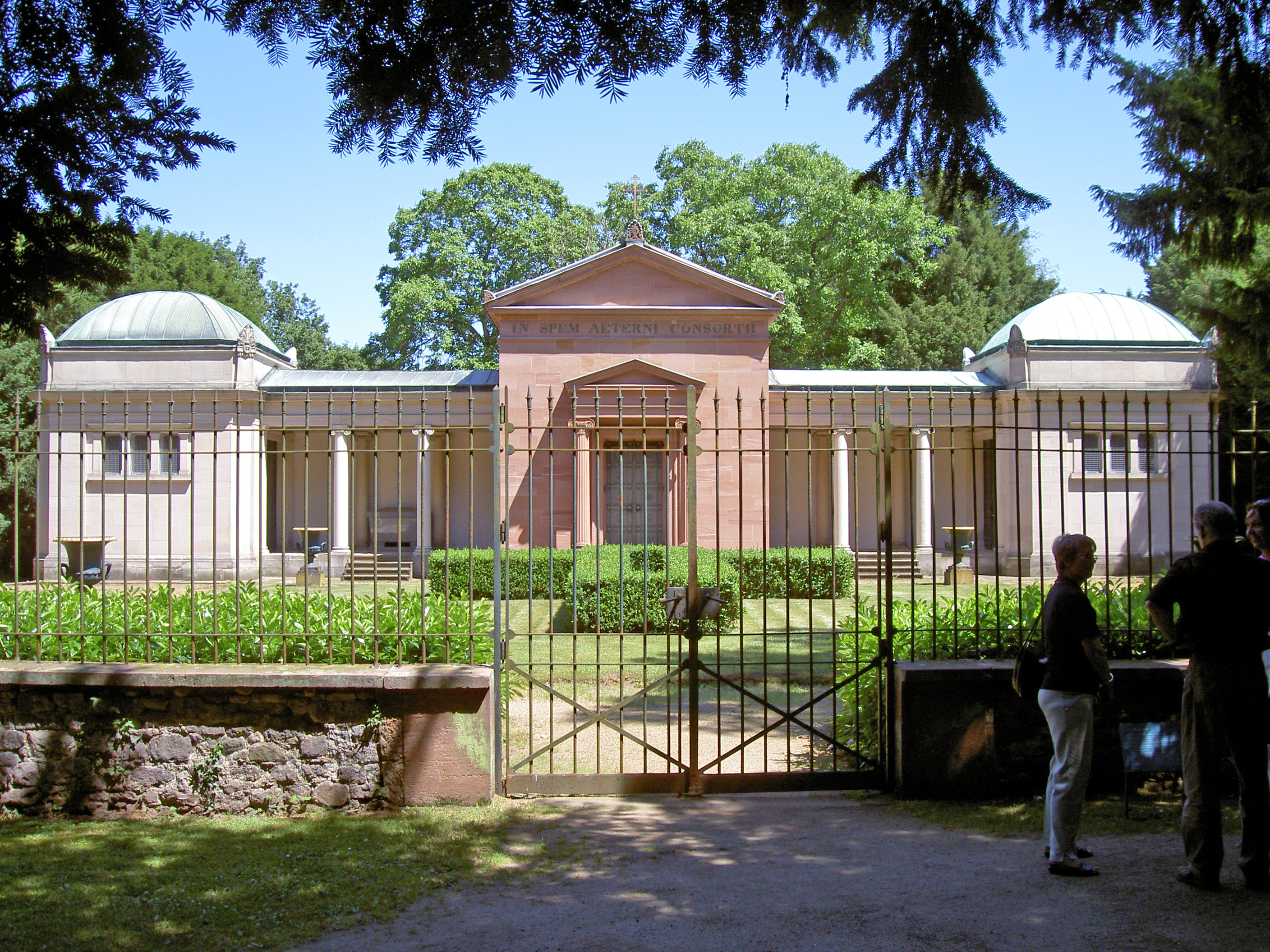
Altes Mausoleum (1826), en el Park Rosenhöhe en Darmstadt
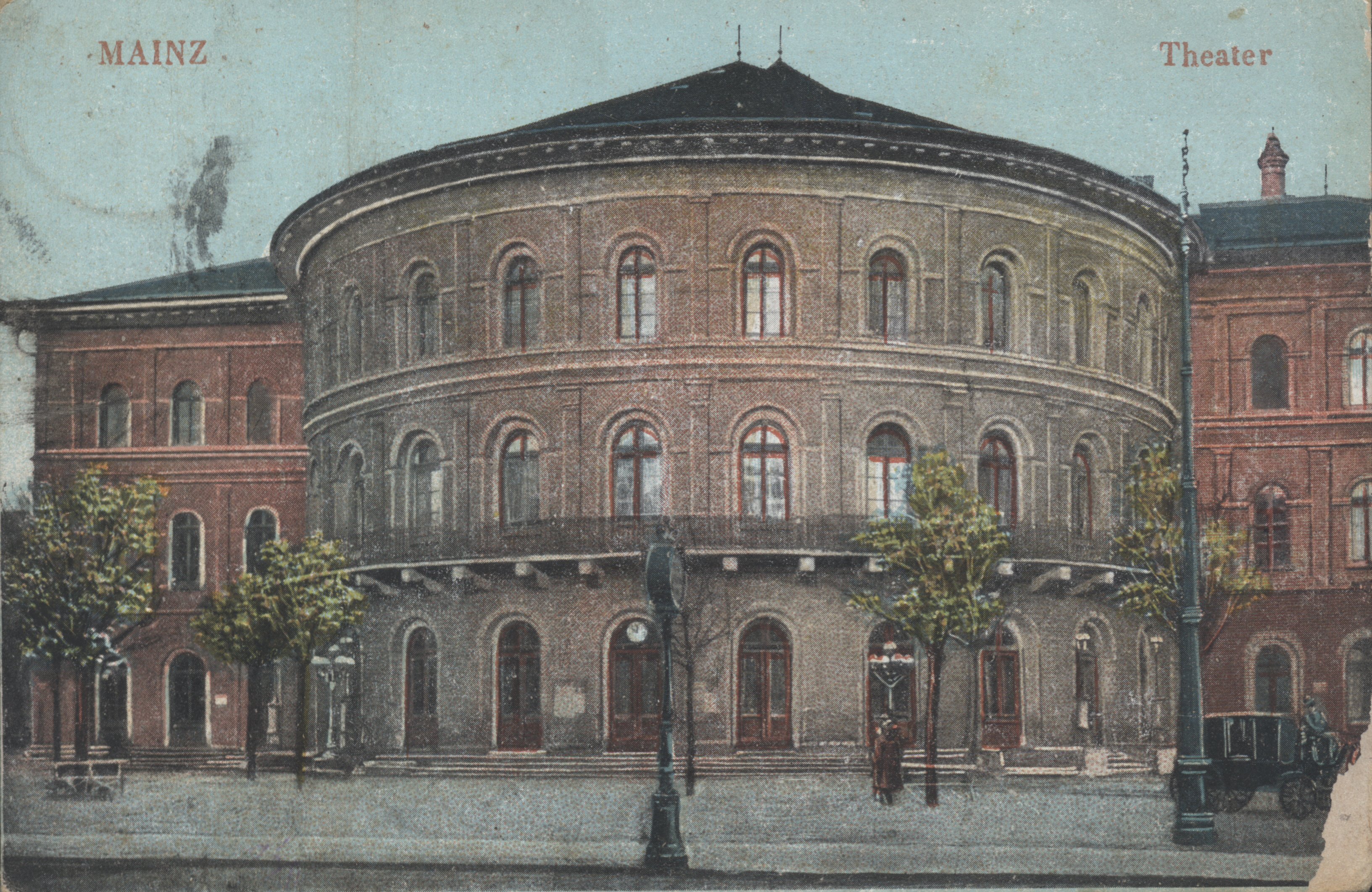
Teatro Estatal de Maguncia (1829-1833)
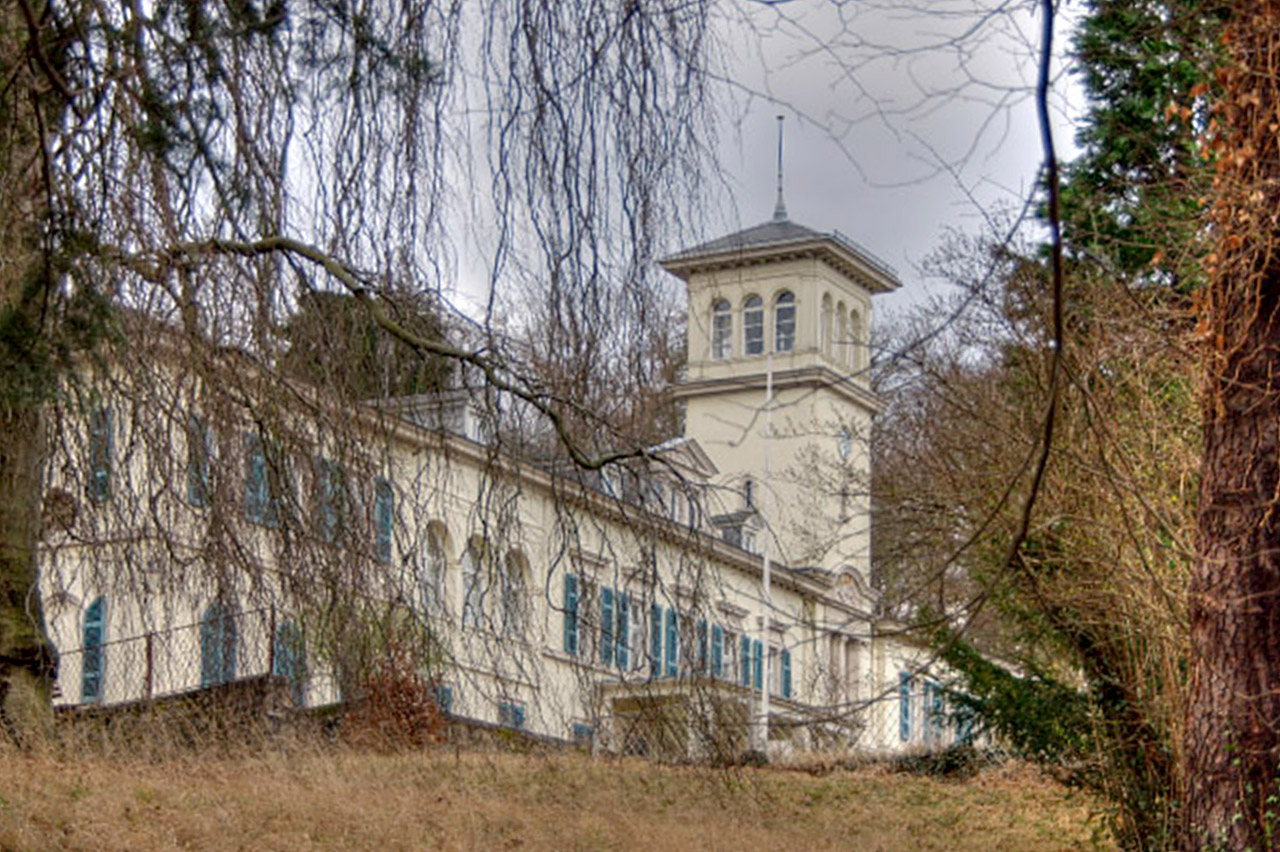
Ampliaciones del castillo de Heiligenberg (1831), en Jugenheim
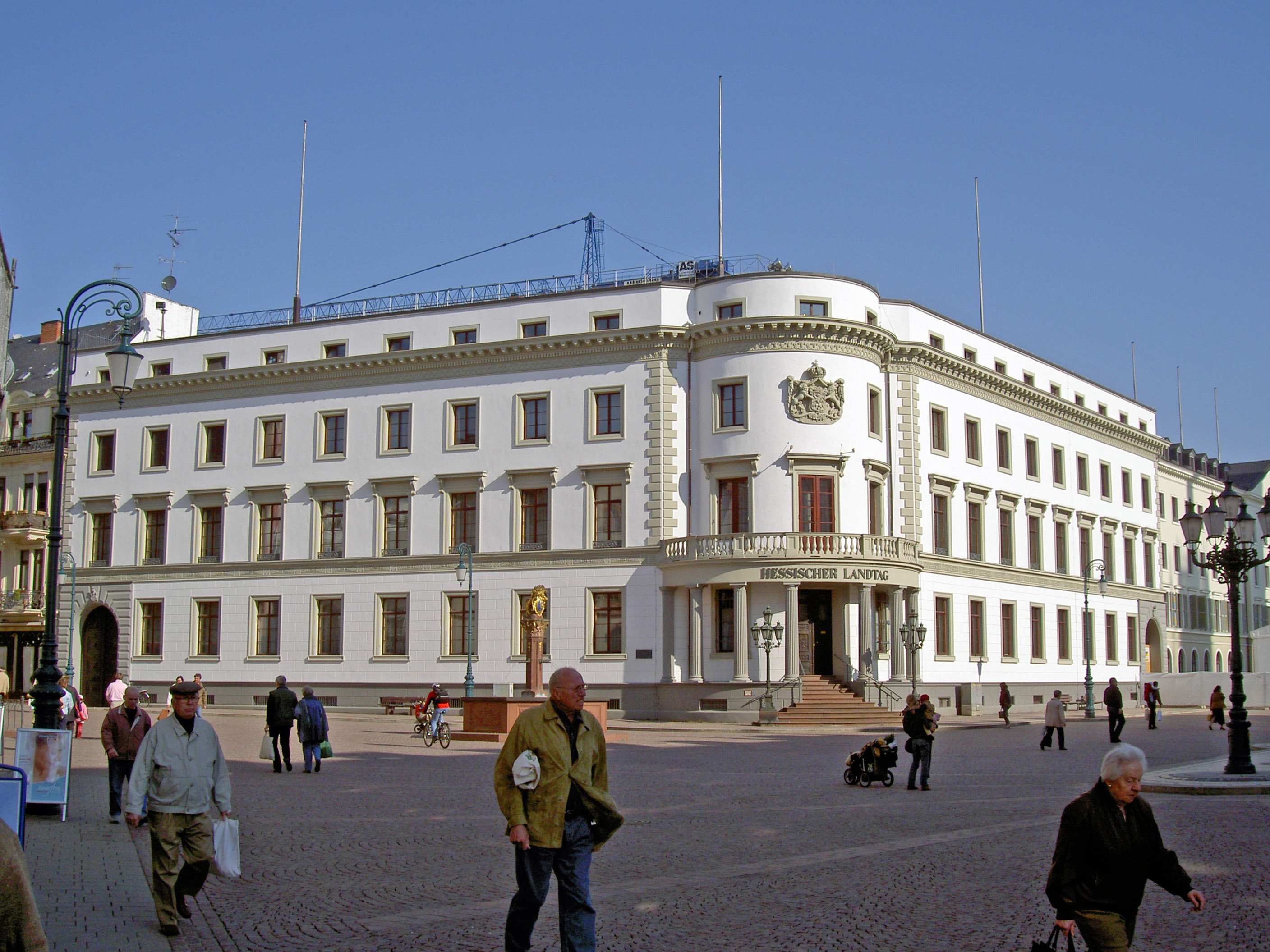
Palacio de Wiesbaden (1837-1841)
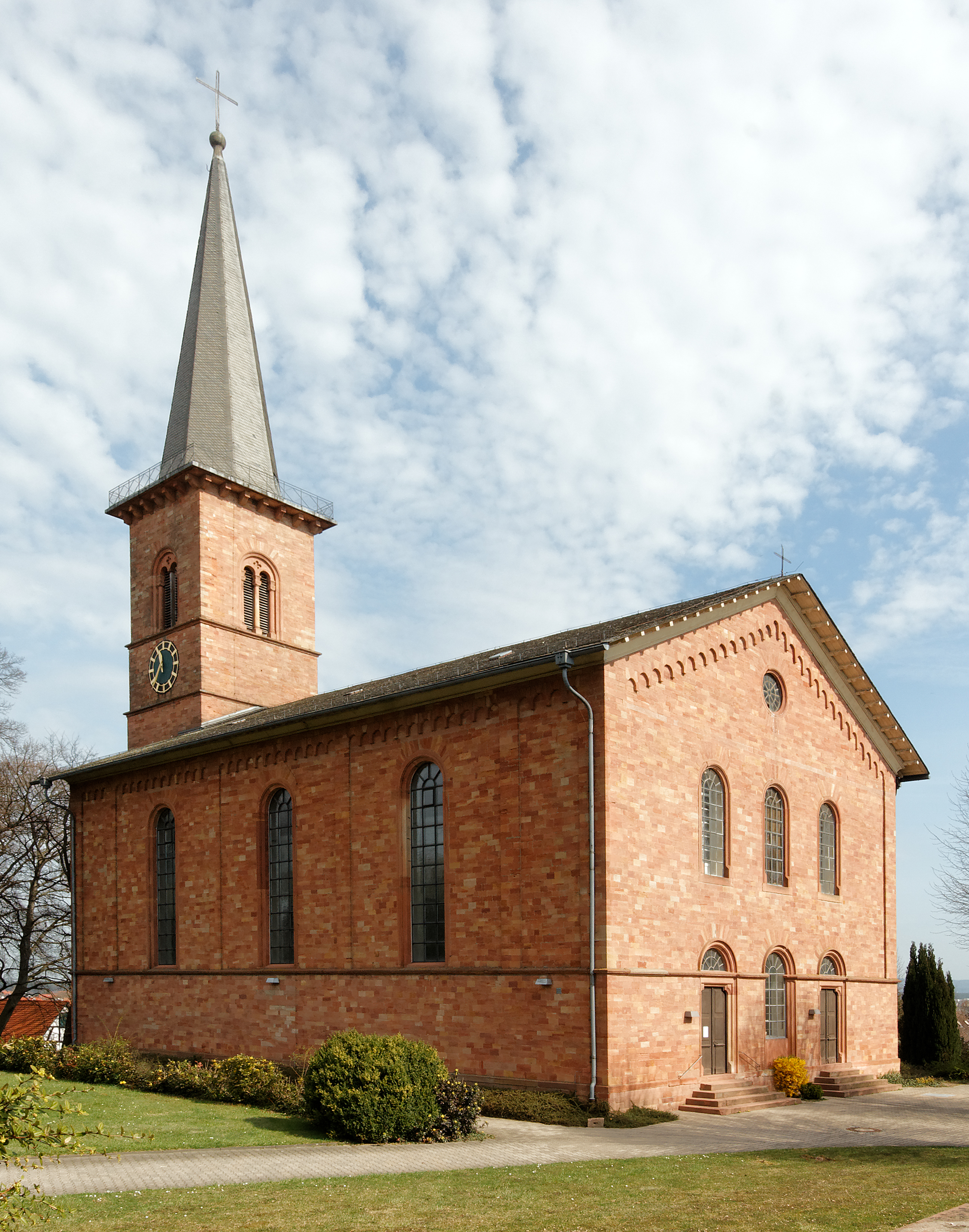
Iglesia Evangélica de Schaafheim (1841)
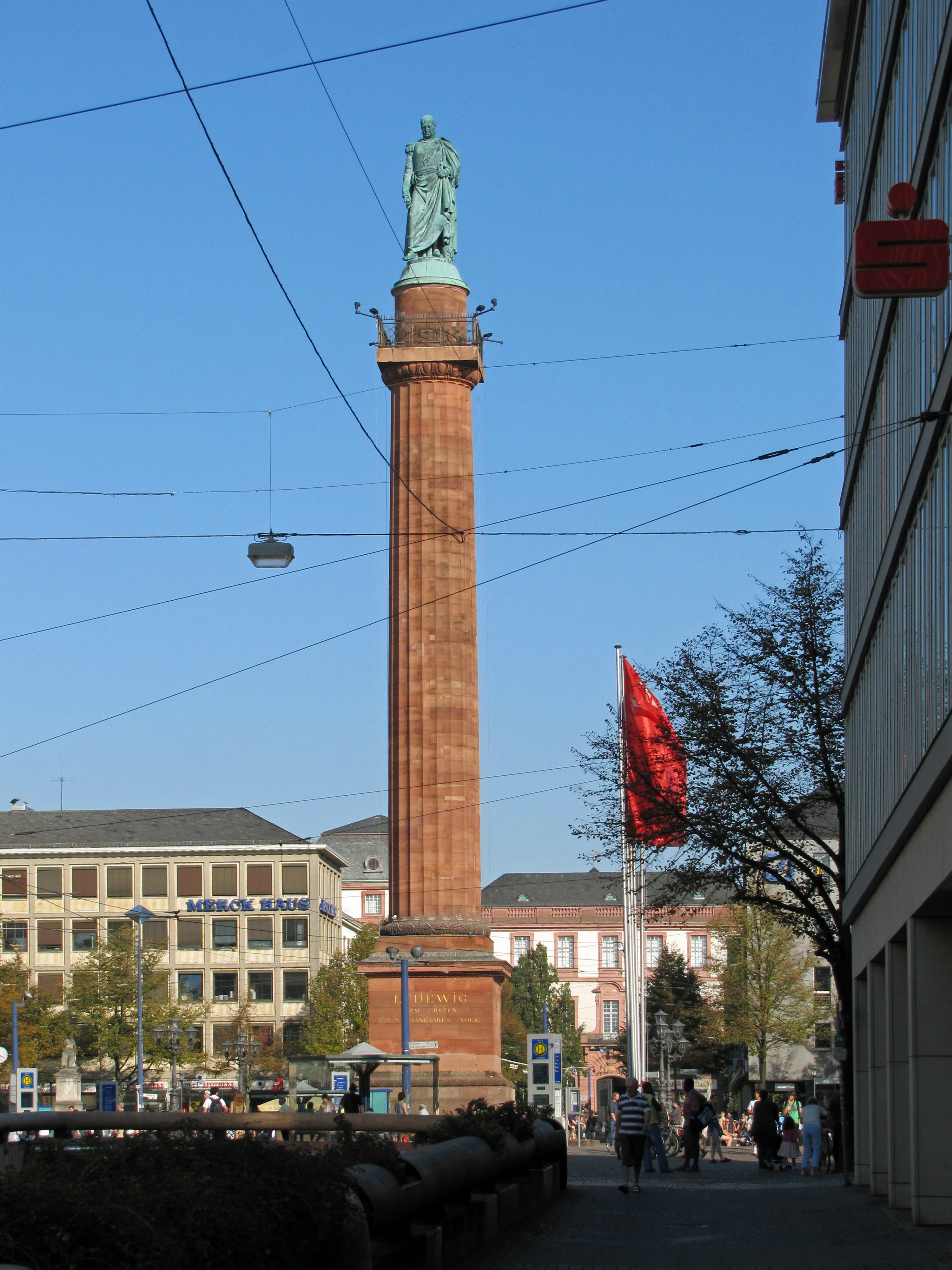
Ludwigsmonument (1844) en Darmstadt
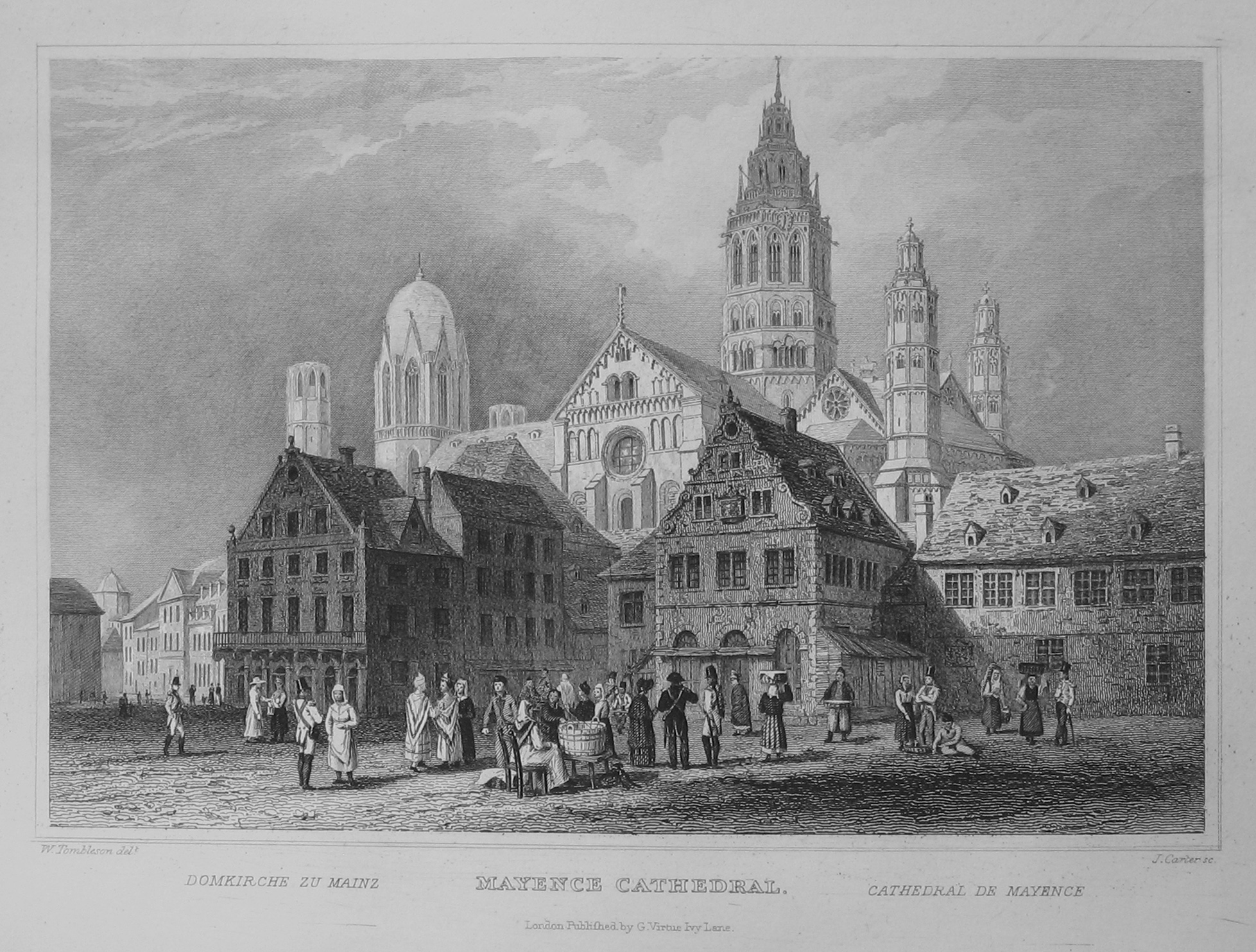
Cúpula de Moller en la catedral de Mainz
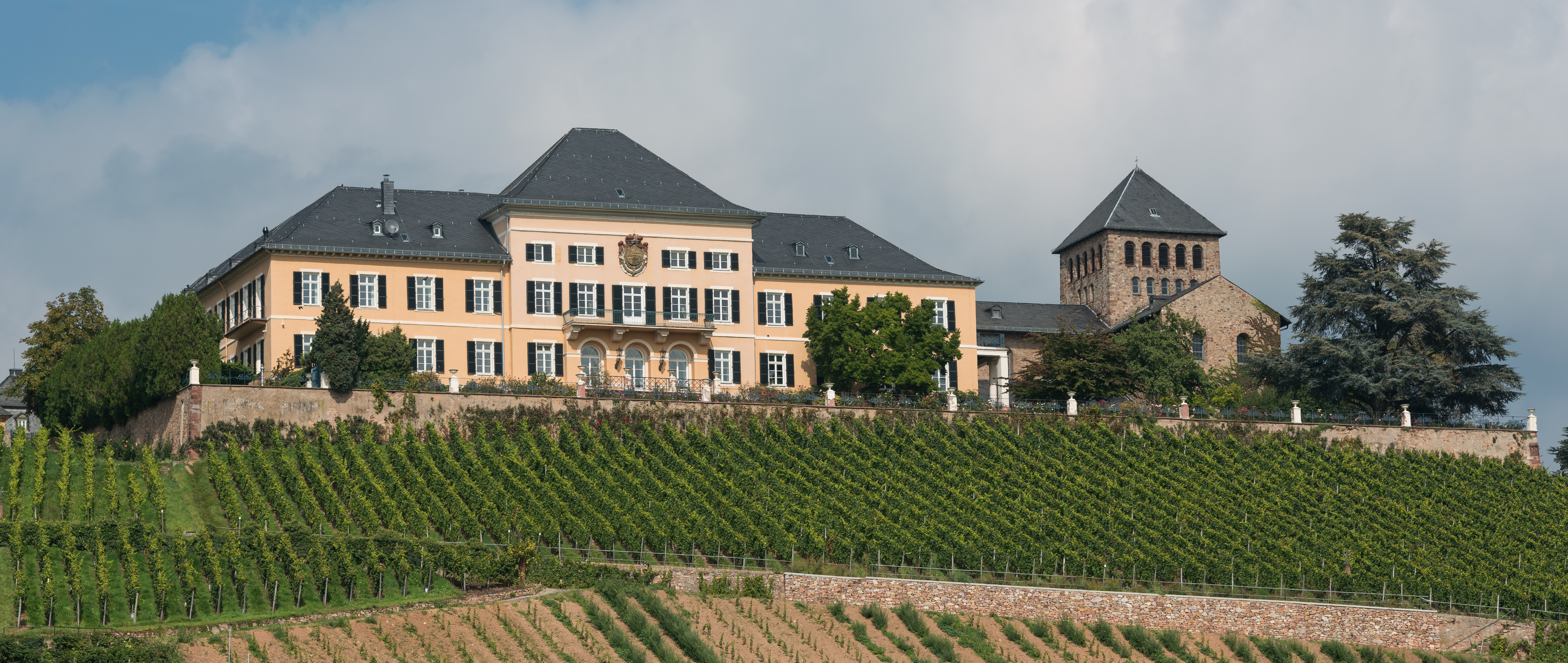
El Schloss Johannisberg y su viñedo fotografiados desde el sur